# Clondiru de Sus
Clondiru de Sus – wieś w Rumunii, w okręgu Buzău, w gminie Pietroasele. W 2011 roku liczyła 183 mieszkańców.